# Wahlen 1962
◄◄ | ◄ | 1958 | 1959 | 1960 | 1961 | Wahlen 1962 | 1963 | 1964 | 1965 | 1966 | ► | ►►

Weitere Ereignisse
Die Liste der Wahlen 1962 umfasst Parlamentswahlen, Präsidentschaftswahlen, Referenden und sonstige Abstimmungen auf nationaler und subnationaler Ebene, die im Jahr 1962 weltweit abgehalten wurden.

## Termine
| Land               | Datum          | Link zur Wahl 1962                                   | Link zur vorigen Wahl | Bemerkungen                                                        |
| ------------------ | -------------- | ---------------------------------------------------- | --------------------- | ------------------------------------------------------------------ |
| Finnland           | 4.–5. Feb.     | Parlamentswahl in Finnland                           | 1958                  |                                                                    |
| Indien             | 19.–25. Feb.   | Parlamentswahl in Indien                             | 1957                  |                                                                    |
| Frankreich         | 8. April       | Referendum in Frankreich über die Verträge von Évian |                       |                                                                    |
| Indien             | 7. Mai         | Präsidentschaftswahl in Indien                       | 1957                  |                                                                    |
| Britisch-Gambia    | 22.–31. Mai.   | Parlamentswahlen in Britisch-Gambia                  | 1960                  |                                                                    |
| Sierra Leone       | 25. Mai        | Parlamentswahl in Sierra Leone                       | 1957                  | erste Wahl nach der Unabhängigkeit                                 |
| Kanada             | 18. Juni       | Kanadische Unterhauswahl                             | 1958                  |                                                                    |
| Algerien           | 1. Juli        | Referendum in Algerien                               |                       | Referendum über die Unabhängigkeit in Folge der Verträge von Évian |
| BR Deutschland     | 8. Juli        | Landtagswahl in Nordrhein-Westfalen                  | 1958                  |                                                                    |
| Grenada            | 13. September  | Parlamentswahl in Grenada                            | 1961                  |                                                                    |
| BR Deutschland     | 23. September  | Landtagswahl in Schleswig-Holstein                   | 1958                  |                                                                    |
| Schweiz            | 27. September  | Bundesratswahl                                       | 1961                  |                                                                    |
| Tanganjika         | 1. November    | Präsidentschaftswahl in Tanganjika                   |                       |                                                                    |
| Vereinigte Staaten | 6. November    | Wahl zum Senat der Vereinigten Staaten               | 1960                  |                                                                    |
| Vereinigte Staaten | 6. November    | Wahl zum Repräsentantenhaus der Vereinigten Staaten  | 1960                  |                                                                    |
| Färöer             | 8. November    | Løgtingswahl                                         | 1958                  |                                                                    |
| BR Deutschland     | 11. November   | Landtagswahl in Hessen                               | 1958                  |                                                                    |
| Österreich         | 18. November   | Nationalratswahl in Österreich                       | 1959                  |                                                                    |
| Frankreich         | 18. – 25. Nov. | Parlamentswahl in Frankreich                         | 1958                  |                                                                    |
| BR Deutschland     | 25. November   | Landtagswahl in Bayern                               | 1958                  |                                                                    |
| Uruguay            | 25. November   | Parlaments- und Präsidentschaftswahlen in Uruguay    | 1958                  |                                                                    |